# SP Tre Penne
Die SP Tre Penne (vollständig: Società Polisportiva Tre Penne) ist ein Fußballverein aus der Stadt San Marino.

## Geschichte
Die SP Tre Penne wurde 1956 gegründet und hat die Vereinsfarben Weiß-Blau. Der Name bezieht sich dabei auf die drei turmbewehrten Gipfel des Berges der Hauptstadt. Tre Penne spielt momentan in der Ligengruppe B der san-marinesischen Fußballmeisterschaft und konnte in der Saison 2011/12 erstmals den Meistertitel gewinnen. Dadurch nahm der Verein an der Qualifikation zur UEFA Champions League 2012/13 teil. In der ersten Runde spielte Tre Penne gegen den luxemburgischen Meister F91 Düdelingen, schied aber durch ein 0:7 im Hinspiel in Luxemburg und ein 0:4 im Rückspiel in San Marino aus.
In der Saison 2012/13 gelang die erfolgreiche Titelverteidigung. Am 9. Juli 2013 gelang dem Club der erste Sieg einer san-marinesischen Vereinsmannschaft in der Geschichte der UEFA Champions League. Sie gewannen im heimischen Stadion das Rückspiel der 1. Qualifikationsrunde gegen den FC Schirak Gjumri aus Armenien mit 1:0. Da sie aber das Hinspiel in Armenien 0:3 verloren hatten, schieden sie mit einem Gesamtergebnis von 1:3 aus.

## Erfolge
- Campionato Sammarinese di Calcio (5): 2012, 2013, 2016, 2019, 2023
- Coppa Titano (6): 1967, 1970, 1982, 1983, 2000, 2017
- Trofeo Federale/Supercoppa di San Marino (4): 2005, 2013, 2016, 2017

## Spieler
- Davide Gualtieri (2000–2008)
- Federico Valentini (2010–2015)

## Europapokalbilanz
| Saison  | Wettbewerb                    | Runde                  | Gegner               | Gesamt | Hin                  | Rück                 |
| ------- | ----------------------------- | ---------------------- | -------------------- | ------ | -------------------- | -------------------- |
| 2010/11 | UEFA Europa League            | 2. Qualifikationsrunde | HŠK Zrinjski Mostar  | 03:13  | 1:4 (A)              | 2:9 (H)              |
| 2011/12 | UEFA Europa League            | 1. Qualifikationsrunde | FK Rad Belgrad       | 1:9    | 0:6 (A)              | 1:3 (H)              |
| 2012/13 | UEFA Champions League         | 1. Qualifikationsrunde | F91 Düdelingen       | 00:11  | 0:7 (A)              | 0:4 (H)              |
| 2013/14 | UEFA Champions League         | 1. Qualifikationsrunde | FC Schirak Gjumri    | 1:3    | 0:3 (A)              | 1:0 (H)              |
| 2016/17 | UEFA Champions League         | 1. Qualifikationsrunde | The New Saints FC    | 1:5    | 1:2 (A)              | 0:3 (H)              |
| 2017/18 | UEFA Europa League            | 1. Qualifikationsrunde | Rabotnički Skopje    | 0:7    | 0:1 (H)              | 0:6 (A)              |
| 2019/20 | UEFA Champions League         | Vorrunde Halbfinale    | FC Santa Coloma      | 0:1    | 0:1 in Priština (N)  | 0:1 in Priština (N)  |
| 2019/20 | UEFA Europa League            | 2. Qualifikationsrunde | Sūduva Marijampolė   | 0:10   | 0:5 (H)              | 0:5 (A)              |
| 2020/21 | UEFA Europa League            | Vorqualifikation       | KF Gjilani           | 1:3    | 1:3 (H)              | 1:3 (H)              |
| 2021/22 | UEFA Europa Conference League | 1. Qualifikationsrunde | FC Dinamo Batumi     | 0:7    | 0:4 (H)              | 0:3 (A)              |
| 2022/23 | UEFA Europa Conference League | 1. Qualifikationsrunde | FK Tuzla City        | 0:8    | 0:2 (H)              | 0:6 (A)              |
| 2023/24 | UEFA Champions League         | Vorrunde               | Breiðablik Kópavogur | 1:7    | 1:7 in Kópavogur (A) | 1:7 in Kópavogur (A) |
| 2023/24 | UEFA Europa Conference League | 2. Qualifikationsrunde | Valmiera FC          | 0:10   | 0:3 (H)              | 0:7 (A)              |
| 2024/25 | UEFA Conference League        | 1. Qualifikationsrunde | FC Floriana          | 2:4    | 1:3 (A)              | 1:1 (H)              |

Gesamtbilanz: 25 Spiele, 1 Sieg, 1 Unentschieden, 23 Niederlagen, 10:98 Tore (Tordifferenz −88)